# Свон-Рівер 150E
Свон-Рівер 150E (англ. Swan River 150E) — індіанська резервація в Канаді, у провінції Альберта, у межах муніципального району Біґ-Лейкс.

## Населення
За даними перепису 2016 року, індіанська резервація нараховувала 413 осіб, показавши зростання на 32,4%, порівняно з 2011-м роком. Середня густина населення становила 9,7 осіб/км².
З офіційних мов обидвома одночасно володіли 10 жителів, тільки англійською — 400. Усього 30 осіб вважали рідною мовою не одну з офіційних, з них усі — одну з корінних мов.
Працездатне населення становило 65,4% усього населення, рівень безробіття — 29,4%.

## Клімат
Середня річна температура становить 1,8°C, середня максимальна – 20,8°C, а середня мінімальна – -21,8°C. Середня річна кількість опадів – 504 мм.
| Клімат поселення                              | Клімат поселення | Клімат поселення | Клімат поселення | Клімат поселення | Клімат поселення | Клімат поселення | Клімат поселення | Клімат поселення | Клімат поселення | Клімат поселення | Клімат поселення | Клімат поселення | Клімат поселення |
| Показник                                      | Січ.             | Лют.             | Бер.             | Квіт.            | Трав.            | Черв.            | Лип.             | Серп.            | Вер.             | Жовт.            | Лист.            | Груд.            |                  |
| Середній максимум, °C                         | −9,2             | −5,26            | 0,36             | 9,35             | 15,36            | 20,00            | 20,81            | 20,12            | 15,00            | 9,60             | 0,05             | −7,39            |                  |
| Середня температура, °C                       | −15,48           | −11,55           | −5,92            | 3,08             | 9,08             | 13,71            | 15,89            | 15,21            | 10,08            | 4,66             | −4,88            | −12,3            |                  |
| Середній мінімум, °C                          | −21,76           | −17,84           | −12,19           | −3,2             | 2,81             | 7,46             | 10,97            | 10,28            | 5,15             | −0,26            | −9,81            | −17,22           |                  |
| Норма опадів, мм                              | 28               | 19               | 23               | 22               | 41               | 91               | 87               | 65               | 53               | 26               | 22               | 27               |                  |
| Середньомісячна швидкість вітру, м/с          | 3.30             | 3.30             | 3.30             | 3.40             | 3.30             | 3.10             | 2.80             | 2.78             | 3.00             | 3.40             | 3.20             | 3.30             |                  |
| Середньомісячна сонячна радіація, кДж/м²·день | 2746             | 6089             | 11519            | 16897            | 20578            | 21978            | 21677            | 17853            | 11762            | 6589             | 3112             | 1956             |                  |
| --------------------------------------------- | ---------------- | ---------------- | ---------------- | ---------------- | ---------------- | ---------------- | ---------------- | ---------------- | ---------------- | ---------------- | ---------------- | ---------------- | ---------------- |
| Джерело:                                      |                  |                  |                  |                  |                  |                  |                  |                  |                  |                  |                  |                  |                  |